# Haselsdorf-Tobelbad
Haselsdorf-Tobelbad là một đô thị thuộc huyện Graz-Umgebung in Styria, nước Áo. Đô thị Haselsdorf-Tobelbad có diện tích 6,66 km², dân số thời điểm cuối năm 2008 là 1.307 người.